# Phalloniscus tarraconensis
Phalloniscus tarraconensis is een pissebed uit de familie Dubioniscidae. De wetenschappelijke naam van de soort is voor het eerst geldig gepubliceerd in 1953 door Albert Vandel.